# ユタ (戦艦)
ユタ (USS Utah, BB-31/AG-16) はアメリカ海軍の戦艦。1908年度計画で建造されたフロリダ級戦艦の2番艦。艦名はユタ州にちなむ。
のちに標的艦に改装され、太平洋戦争緒戦の真珠湾攻撃で日本海軍の南雲機動部隊（空母「蒼龍」）から飛来した九七式艦上攻撃機の雷撃により撃沈された。その残骸は、現在も真珠湾で保存されている。

## 艦歴
「ユタ」は1909年3月9日にニュージャージー州カムデンのニューヨーク造船所で起工し、1909年12月23日にメアリー・アリス・スプライ（ユタ州知事ウィリアム・スプライの娘）によって命名・進水。計画速力は20.8ノットだったが、公試では22ノットを発揮した。1911年8月31日に初代艦長ウィリアム・シェパード・ベンソン大佐の指揮下、フィラデルフィア海軍造船所で就役した。
「ユタ」は就役後の整調巡航でハンプトン・ローズ、サンタ・ローザ島、フロリダ州ペンサコーラ、テキサス州ガルベストン、ジャマイカのキングストン、キューバのグアンタナモ湾を訪れた後、1912年3月に大西洋艦隊に配属された。春には艦隊と共に作戦活動、砲術および水雷防御訓練を行い、4月16日にオーバーホールのためにニューヨーク海軍工廠入りした。
「ユタ」はニューヨークを6月1日に出航してハンプトン・ローズに短期間停泊した後、メリーランド州アナポリスに向かい、6月6日に到着した。同地で海軍兵学校生を乗艦させ、6月10日にバージニア岬から大西洋に向けて出航した。その夏は海軍兵学校生の訓練巡航を行い、8月24日、25日にアナポリスで下艦させた。その後南部訓練海域で砲撃訓練を行う。
2年にわたってユタはニューイングランド水域からキューバ水域にかけて定期的な活動を行い、その間にはヨーロッパへの巡航で1913年11月8日から11月30日までフランスのヴィレフランシュを訪れた。
「ユタ」は1914年1月5日にニューヨーク海軍工廠を出航して南へ向かった。ハンプトン・ローズに停泊した後にキューバ水域へ到着し、一ヶ月に及ぶ水雷、小火器訓練を行う。しかしながらメキシコの政情不安により2月初めにメキシコ水域に向かい、2月16日にベラクルスに到着する。ユタはベラクルス沖から作戦活動を行い、4月9日に数百名の難民を乗艦させタンピコへ向けて出航した。その後、ドイツの蒸気船「Ypiranga」が武器および軍需品を積みベラクルスに向かっていたため、「ユタ」は同船の臨検を命じられる。4月16日にベラクルスに入港し、アメリカ海軍は積み荷の陸揚げを差し止めた。
「ユタ」は他の艦艇とともにガイ・W・S・キャッスル大尉率いる17名の幹部と367名の海兵隊員を上陸させ、これら海兵隊員はタンピコ事件の処理にあたった。中でも「ユタ」の海兵隊員の活躍は目覚しく、キャッスル大尉を始めオスカー・C・バジャー、ポール・フレデリック・フォスターの両候補生、砲塔指揮官のニールズ・ドラスラップとエイブラハム・デサマー、主砲砲手のジョージ・ブラッドレー、掌帆手ヘンリー・N・ニッカーソンの6名に名誉勲章が授与された。
ベラクルスに約2か月滞在した「ユタ」は、6月下旬に入りオーバーホールのためにニューヨーク海軍工廠に回航された。その後3年もの間、ユタはカリブ海で定期的に戦闘訓練を行い、アメリカが第一次世界大戦に参戦した場合に備えた。

### 第一次世界大戦
1917年4月6日、アメリカは大戦に参戦。「ユタ」はチェサピーク湾に向かい、1918年8月30日まで訓練に従事。その後、ヘンリー・T・メイヨー少将率いる大西洋艦隊に加わり、アイルランドのバントリー湾に向かった。
西部戦線へ向かう連合国兵士を乗せて大西洋を押し渡る大輸送船団にとって、帝政ドイツ海軍は依然として脅威であった。その脅威に対処すべく、アメリカ海軍の弩級戦艦もヨーロッパ水域に派遣されることとなった。「ユタ」は9月10日にバントライ湾に到着し、第6戦艦戦隊司令官トーマス・S・ロジャース少将は「ユタ」を戦隊の旗艦とした。以後、1918年11月11日にコンピエーニュの森で休戦協定が結ばれるまで、「ユタ」は同じアメリカ海軍の戦艦2隻すなわち「ネバダ (USS Nevada, BB-36) 」および「オクラホマ (USS Oklahoma, BB-37) 」とともに、バントリー湾を拠点に輸送船団を護衛し、帝政ドイツ海軍の脅威に対抗した。
休戦後、「ユタ」はイギリスのポートランド島に寄港し、ウッドロウ・ウィルソン大統領を乗せた輸送艦「ジョージ・ワシントン(USS George Washington) 」をブレストまで護衛し、12月13日に到着。翌日出港し、12月25日にニューヨークに帰投した。

### 戦間期
「ユタ」は1919年1月30日までニューヨークに停泊した。その最中の1月7日14時40分、前日に亡くなったセオドア・ルーズベルト元大統領に弔意を示して弔旗を掲げ、1月8日には30分間隔で弔砲を発射した。1921年中頃まで、ニューイングランド水域とカリブ海の間で定期的な訓練を行った。その間の1920年7月17日、ハルナンバーが BB-31 に改められた。7月9日、ボストンを出港し、ポルトガルのリスボンを経由して、フランスのシェルブールに到着した。シェルブールで在欧合衆国艦隊の旗艦となり、1922年10月21日にピッツバーグに帰投するまで大西洋沿岸部や地中海の主要港湾を訪問した。帰国後は第6戦艦戦隊旗艦に戻り、偵察艦隊の指揮下で3年半行動した。
1924年の下旬、「ユタ」はアヤクーチョの戦い（1824年12月9日）百周年記念の祝賀行事に出席する、ジョン・パーシング陸軍大元帥などアメリカの賓客および外交官を乗せ11月22日にニューヨークを出港し、12月9日にカヤオに到着した。ユタは12月24日から中南米の沿岸都市を訪問した。チリのプンタ・アレーナスに始まりバルパライソ、ホーン岬を巡り、ウルグアイのモンテビデオにてカヤオの行事に出席したパーシング元帥ら一行を再び乗せたユタは、ブラジルのリオデジャネイロ、ベネズエラのラ・グアイラ、キューバのハバナと訪問した。その後、1925年度の練習艦隊に参加して一夏を過ごし、1925年10月31日に近代化改装のためボストン海軍工廠に入渠した。この改装でメインマストを籠マストから棒檣に改め、ボイラーも石炭専焼式から重油専焼式へと変わった。また、将来的に対空兵装を装備できるよう兵器配置にも変化があった。面白いことに、三脚檣は先に改装された姉妹艦「フロリダ (USS Florida, BB-30) 」には採用されていなかった。
改装終了後の12月1日、「ユタ」は偵察艦隊に合流して局地的任務に従事した。1928年11月21日、大統領当選者ハーバート・フーヴァー夫妻およびヘンリー・T・フレッチャー駐イタリア大使らを乗せ、12月21日から23日にかけてリオデジャネイロを訪問した。道中、フーヴァー次期大統領は「ユタ」の乗組員を閲兵した。「ユタ」は1929年1月6日にハンプトン・ローズに到着した。

### 標的艦
「ユタ」の戦艦としての経歴は1930年にピリオドが打たれた。同年に開催されたロンドン海軍軍縮会議の結果、削減対象となり、旧式化した標的艦「ノースダコタ (USS North Dakota, BB-29) 」を代替することになった。「ユタ」は1931年7月1日に分類番号が AG-17 となり、ノーフォーク海軍造船所で改装され、無線操縦装置が取り付けられた。1932年4月1日、ノーフォークでランドル・ジェイコブズ艦長の下で再就役し、4月7日に無線操縦装置のテストと技術者の訓練のためにノーフォークを出港。操縦船から伝えられた信号により電動機が自動で作動し、ボイラーの開閉や舵機の作動、燃料供給の自動調節が行われた。また、スペリー社製のジャイロコンパスによって、艦は定められたコースを正確に進んだ。4月21日に一旦帰投した後、5月6日に再度の無線試験をバージニア岬で行うため出港した。6月1日、3時間あまり無線操縦により航行し、次の2日間には連続航行時間は4時間に達した。この間、人間による機械の操作は行われず、2名のオブザーバーは2つのボイラー室の前で観測を行い、電話で結果を知らせた上で記録にとどめた。
一連の試験航海が終わると、「ユタ」は6月9日にノーフォークを出港し、パナマ運河を通過して太平洋に出た後、6月30日にサンペドロに到着。合衆国艦隊基地戦隊の第一練習戦隊に加わり、7月26日に巡洋艦のための標的艦となったのに続き、8月2日には「ネバダ」とともに操縦演習を行い、「ユタ」は駆逐艦「ホーヴェイ (USS Hovey, DD-208) 」および「タルボット (USS Talbot, DD-114) 」に操縦された。以後9年間にわたり、「ユタ」は動く標的艦として艦隊に大いに貢献した。特に、海軍航空部隊による航空雷撃、急降下爆撃、高度の水平爆撃の訓練に現実味を与えた効果は大きく、三領域における新戦法の開発の一助となった。1936年夏に行われた演習第17次フリート・プロブレムでは、輸送船の役を行い、ミッドウェー島内のサンド島およびヒロにおける上陸演習では223名の海兵隊員を乗せてハワイから出動した。演習終了後、6月12日に海兵隊員をハワイからサンディエゴに輸送した。
「ユタ」は1935年6月から砲術練習艦としても使用されており、1936年8月に軽巡洋艦「ローリー (USS Raleigh, CL-7) 」「コンコード (USS Concord, CL-10) 」「オマハ (USS Omaha, CL-4) 」「メンフィス (USS Memphis, CL-13) 」「ミルウォーキー (USS Milwaukee, CL-5) 」および空母「レンジャー (USS Ranger, CV-4) 」からの講習生を集め、9月20日から最初の砲術講習が行われた。1936年から1937年にかけては、新開発の75口径1.1インチ砲が「ユタ」に搭載され、初期試験が行われた。
「ユタ」はまた、動く標的艦や砲術練習艦としての行動のほかに、軍事演習時の目標の曳航艦としても、年一度の大演習で使用された。1939年1月9日、演習第20次フリート・プロブレムに参加するためパナマ運河を通過した。この際、「ユタ」が操縦される様子をフランクリン・ルーズベルト大統領が重巡洋艦「ヒューストン (USS Houston, CA-30) 」艦上から見学した。同年秋から冬にかけて第6潜水戦隊の訓練に参加した後、特殊機関銃の慣熟訓練に8ヵ月費やした。1940年夏、「ユタ」はハワイに向かい、8月1日から12月14日まで真珠湾周辺において高度な対空訓練を行い、訓練終了後12月21日にロングビーチ (カリフォルニア州)に到着した。
次の2ヵ月間、「ユタ」はサンクレメンテ島沖での爆撃訓練に参加し、空母「レキシントン (USS Lexington, CV-2) 」「サラトガ (USS Saratoga, CV-3) 」および「エンタープライズ (USS Enterprise, CV-6) 」からの艦上機の「空襲」を受けた。「ユタ」は1941年4月1日に真珠湾に戻り、戦艦「ウェストバージニア (USS West Virginia, BB-48) 」「オクラホマ」「コロラド (USS Colorado, BB-45) 」、軽巡「フェニックス (USS Phoenix, CL-46) 」「ナッシュビル (USS Nashville, CL-43) 」「フィラデルフィア (USS Philadelphia, CL-41) 」および重巡「ニューオーリンズ (USS New Orleans, CA-32) 」からの講習生を集めて、数週間もの間、5インチ砲の射撃訓練に始まり、12.7ミリ機銃や1.1インチ砲で無線操縦の無人航空機に対しての射撃訓練を含む対空射撃訓練を行った。5月20日、「ユタ」は海兵隊員を輸送するため出港し、ロサンゼルスを経て一週間後にブレマートンに到着。海兵隊員を上陸させた後、5月31日にピュージェット・サウンド海軍造船所に入渠した。
「ユタ」はオーバーホールと同時に砲術訓練艦用装備の改修が行われた。この改修で、現役駆逐艦が装備しているのと同じ防盾付き単装38口径5インチ砲が装備された。また、Ms.1 迷彩が施され、全面が「5-D ダークグレー」、マストと天板が「5-L ライトグレー」で塗装された。塗装が完了すると、9月14日にハワイに向けて出航した。ワシントン州ポート・タウンゼント、カリフォルニア州サンフランシスコ、サンペドロに寄港し、その後まもなく真珠湾に到着、晩秋まで対空砲撃および目標任務に従事した。

### 真珠湾攻撃

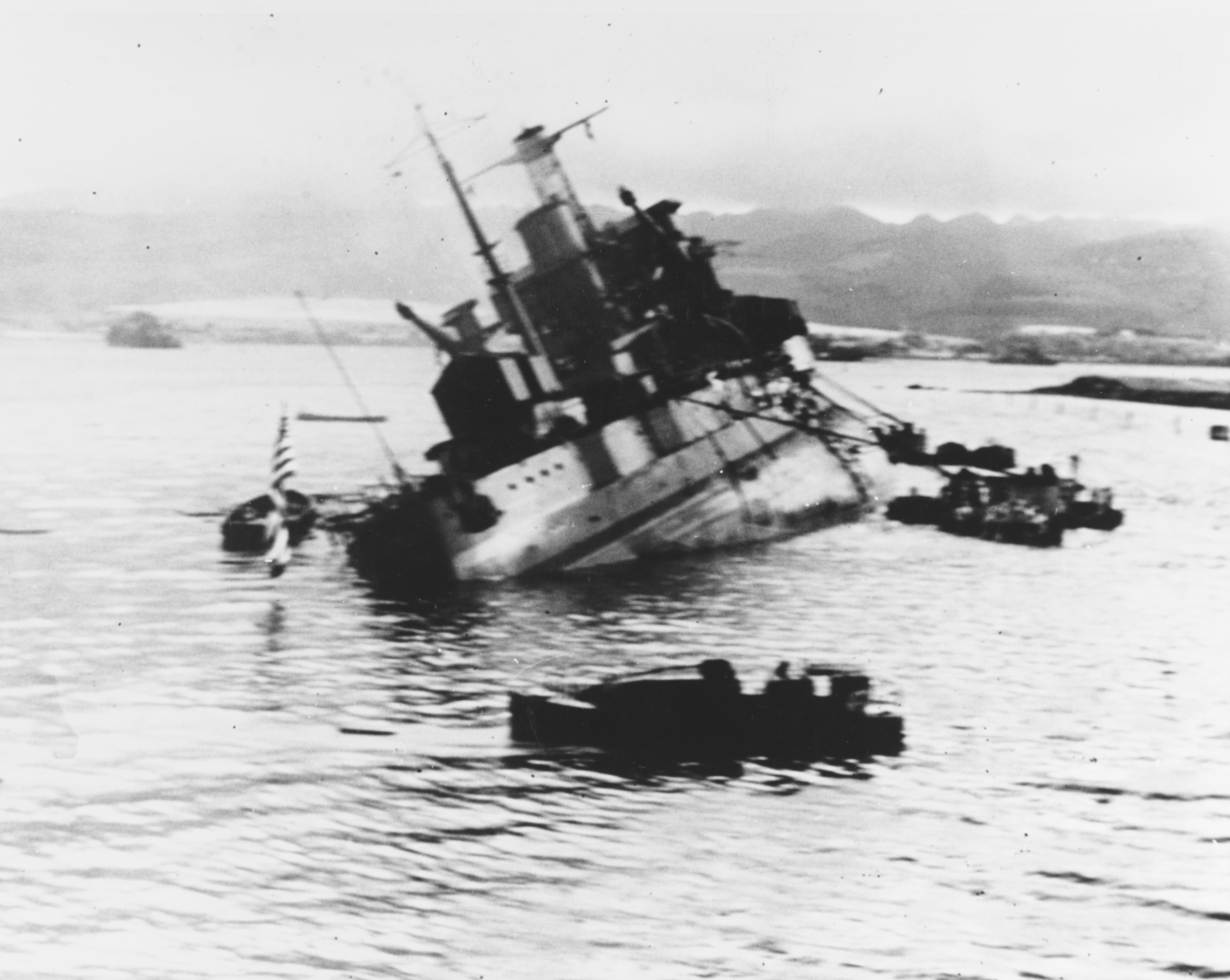
真珠湾攻撃で攻撃を受け転覆しつつあるユタ

ハワイ海域での高度な対空砲撃訓練巡航の後、1941年12月初めに真珠湾に帰還した「ユタ」は、フォード島の北西側 F-11 埠頭に係留された。この場所は、普段は「エンタープライズ」が使用していたが、「エンタープライズ」はウィリアム・ハルゼー中将の第8任務部隊に加わり、ウェーク島への戦闘機輸送に従事している最中だった。1941年12月7日の朝、艦長と副長の両名は休暇で上陸中であったため、艦上の上級将校は機関担当のソロモン・S・イスクワイス少佐のみであった。
8時直前に当直の兵士が3機の航空機に気づいた。それらは湾の入り口から北の方角に向かって、低空で突入してフォード島南端の水上機格納庫に爆弾を投下し始めた。真珠湾に対する攻撃は2時間ほど続いたが、ユタに対する攻撃は数分で終わった。8時1分に水兵達が艦尾に軍艦旗を掲揚し始めた直後、艦の前方に魚雷の直撃を受け「ユタ」は左舷に傾き始める。魚雷防護網を撤去していたので、助かるチャンスはなかった。繋留ワイヤーに繋がれていたので、左舷への傾斜は、一旦30度で停止した。
F-11埠頭に繋留されていた「ユタ」と、F-12埠頭に繋留されていた軽巡「ローリー (USS Raleigh, CL-7) 」を攻撃したのは、南雲機動部隊の空母6隻のうち、「蒼龍」（第二航空戦隊）の雷撃隊だった。攻撃部隊は貴重な魚雷を「ユタ」に使う意図はなかったが、混乱の中で目標にしてしまった。九七式艦上攻撃機搭乗員の吉岡政光（当時二飛曹）は、僚機に450メートルほどの距離で魚雷を投下して航過した時、コロラド級戦艦だと見込んでいた軍艦の砲塔に砲身が見えないことから、事前に読んだ資料で知っていた「ユタ」だと気づき、「しまったな」と思ったと回想している。蒼龍飛行機隊の記録では、雷撃隊はコロラド級戦艦（もしくはアリゾナ型戦艦）とオマハ級軽巡洋艦を攻撃し、撃沈したことになっている。
「ユタ」が転覆しつつあった時、乗組員は爆撃訓練で演習弾防御に使用する15×30cm四方の材木の束を甲板上に並べて、何とかして艦を保つ努力をした。この材木は海中に転げ落ちたあと、脱出を妨げる障害物となった。ほとんどの乗組員は艦上に上がったが、給水班のチーフだったピーター・トミックのみは他の乗組員が脱出した後も、依然としてボイラー室に残った。同じように、消火班のジョン・B・ヴァッセンも持ち場である発電機室から離れることはなく、発電機が艦内の照明を長く点灯し続けるよう奮闘した。
イスクワイス少佐は転覆しつつある「ユタ」の艦内から脱出しようとしたが、脱出口が塞がれている事に気づいた。イスクワイスは舷窓からの脱出をも試みたが、近くにあったテーブルが滑り落ちて脱出を妨害した。それでも最終的には、艦外部にいた乗組員がイクスワイスの腕をつかんで脱出させた。8時12分に至り係船ロープが切れ、「ユタ」は完全に横転した。生存者は日本機がいまだ上空にあったものの陸上に上がった。上陸後、イクスワイスやその周囲の何人かは、横転した艦内から叩く音を聞いた。いまだ日本機が周辺を機銃掃射している最中、イクスワイスは艦内に戻って閉じ込められている生存者を救う志願隊を募った。志願隊は軽巡「ローリー」から切断工具を借り、「ユタ」に戻った。「ローリー」ではレイモンド・C・テリン少佐を指揮官とするユタ救助隊が編成され、転覆した「ユタ」の艦底にのって救援作業を開始した。志願隊の働きにより、艦内から工作担当准士官のS. A. シュマンスキおよびチーフのテランス・マックスィーニー、その他2名の乗組員が救助され、ヴァッセンも「ユタ」が転覆すると懐中電灯とレンチで上部に上がって来た。横倒しになって沈没した「ユタ」は12月29日に真珠湾基地隊の指揮下に置かれた。

### 真珠湾攻撃後

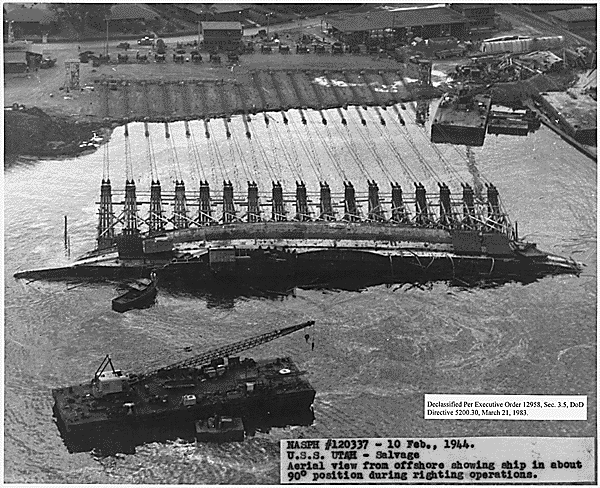
1944年の転覆復元作業

「ユタ」は「オクラホマ」の転覆復元作業が終わった後に、同様の方法で引き揚げる予定とされた。1944年、90度に横転した「ユタ」の右舷を17基のウインチで牽引して、転覆した船体を起す作業がに試みられたが、船体は真珠湾の海底を滑って陸地側に移動するだけで、転覆した状態を復元することは出来なかった。このため復旧計画は放棄され、船体はその場所に放棄された。1944年9月5日に退役し、同年11月13日に除籍された。船体は水平から38度傾いた状態で遺構として現在も真珠湾に残されており、隣には記念碑が設けられている。艦内の遺体探索は本格的には実施されていないので、真珠湾攻撃後で死亡した乗員は艦内にそのまま残されており船体そのものが墓標とされている。
「ユタ」に対する攻撃と撃沈自体は、真珠湾攻撃全体の戦果および後々の影響を考慮すると、ある程度無駄な戦果だったと結論付けられた。
しかし、攻撃された側は「ユタ」の残骸を日本への憎悪を増やす一つのエキスとした。その例として、攻撃の翌日に真珠湾に帰投した「エンタープライズ」座乗のハルゼー中将は、他の損傷した戦艦群や格納庫の残骸を見た後、普段は「エンタープライズ」がいる場所で横転しているユタを見て、複雑な表情を見せた上で次のようにつぶやいたという。「われわれが奴らを始末する前に、日本語は地獄だけで話されるようになるだろう！」。

### メモリアル

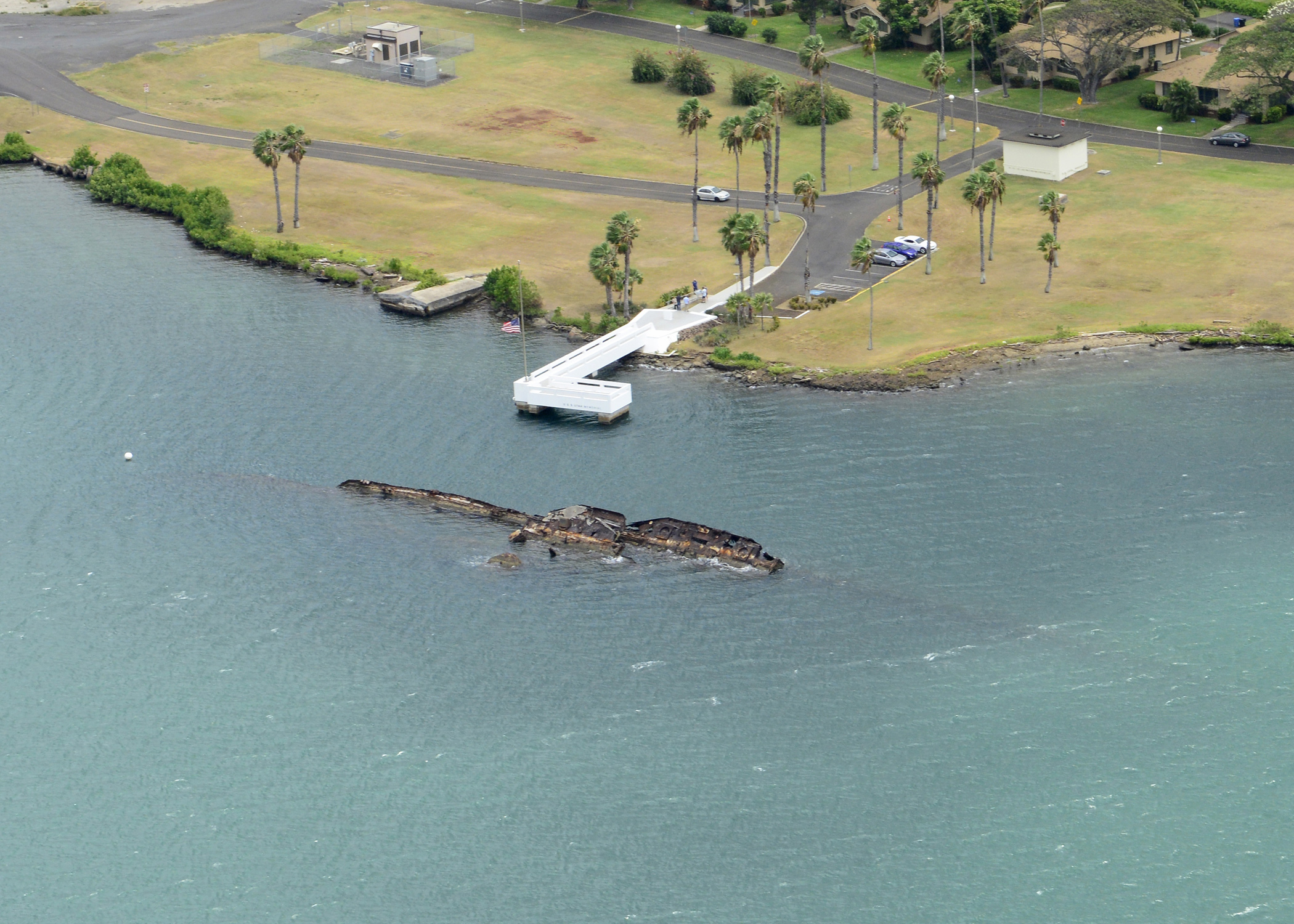
ユタの残骸（2016年）

1972年、フォード島北西部の「ユタ」の残骸に面する位置に、ユタを称える記念碑が設置された。
「ユタ」では30名の将校（士官）と431名の乗組員が生き残ったものの、6名の将校（士官）と52名の乗組員が戦死した。後者のうち、7名は「ユタ」から陸に流れ着いて埋葬された。また、別の1名は生き残っていることが分かり、また別の1名は別の艦艇にいた際に戦死した。トミックは、我が身を犠牲にしてまで他の乗組員の安全を助けた功により名誉勲章が死後授与された。
「ユタ」は第二次世界大戦の戦功で1個の従軍星章を受章した。その後アメリカ合衆国国家歴史登録財に登録され、1989年にはアメリカ合衆国国定歴史建造物に指定された。